# Minoru Suganuma
Minoru Suganuma (菅沼 実 Suganuma Minoru?), född 16 maj 1985 i Saitama prefektur, är en japansk fotbollsspelare.
Suganuma började sin karriär 2002 i Kashiwa Reysol. Efter Kashiwa Reysol spelade han för Ehime FC, Júbilo Iwata, Sagan Tosu och Roasso Kumamoto. Med Júbilo Iwata vann han japanska ligacupen 2010. Han avslutade karriären 2017.